# 鈴木沙耶
鈴木 沙耶（すずき さや、1985年7月10日 - ）は、日本の女性元モトクロス選手。8年連続で全日本チャンピオンになるなど、トップクラスの実力を有する。群馬県出身。共愛学園前橋国際大学卒業。
女子モトクロスの黎明期に活躍し、2011年に引退した。

## 概要
小学校低学年の時に、兄のモトクロスのレースを見に行ったのがきっかけで乗り始め、ロードレースも経験して現在に至る。スタートはあまり得意ではないようだが、スタートで出遅れてもレース中盤頃にはトップに立つという圧倒的な追い上げをみせる。全日本モトクロスレディースがはじまって10年、彼女以外のシリーズチャンピオンはホンダの益春菜のみである。

## 経歴
- 2000年、MFJレディスモトクロスシリーズチャンピオンに輝く。
- 2001年は7戦中4勝を挙げ、MFJ全日本レディスモトクロス選手権シリーズチャンピオン。
- 2002年、10戦中7勝でMFJ全日本モトクロスレディスクラスシリーズチャンピオン。
- 2003年、10戦中9勝でMFJ全日本モトクロスレディスクラスシリーズチャンピオン。
- 2004年、10戦中9勝でMFJ全日本モトクロスレディスクラスシリーズチャンピオン。
- 2005年、10戦中6勝でMFJ全日本モトクロスレディスクラスシリーズチャンピオン。
- 2006年、10戦中8勝でMFJ全日本モトクロスレディスクラスシリーズチャンピオン。
- 2007年は10戦中6勝で8年連続でMFJ全日本モトクロスレディスクラスシリーズチャンピオンに輝く。

IB2でも参戦中
- 2005年、MFJ全日本モトクロス九州大会18位、ポイント獲得。
- 2006年、MFJ全日本モトクロス東北大会23位
- 2007年、MFJ全日本モトクロス九州大会28位